# 小行星4630
小行星4630（4630 Chaonis）是一颗绕太阳运转的小行星，为主小行星带小行星。该小行星于1987年11月18日发现。

## 轨道参数
小行星4630的轨道半长轴为2.6689461 UA，离心率为0.129。